# مانويل دي لا بينيا ذ بينيا
مانويل دي لا بينيا ذ بينيا (بالإسبانية: Manuel de la Peña y Peña) (و. 1789 – 1850 م) هو سياسي، ودبلوماسي من المكسيك ولد في مدينة مكسيكو.